# Tomás de la Quadra-Salcedo
Tomás de la Quadra-Salcedo Fernández del Castillo (ur. 2 stycznia 1946 w Madrycie) – hiszpański polityk, prawnik i nauczyciel akademicki, profesor, w latach 1982–1985 minister administracji terytorialnej, w latach 1985–1991 przewodniczący Rady Stanu, w latach 1991–1993 minister sprawiedliwości.

## Życiorys
Z wykształcenia prawnik, absolwent Uniwersytetu Complutense w Madrycie z 1968. Doktoryzował się na tej samej uczelni w 1974. Został wykładowcą macierzystego uniwersytetu, osiągając stanowisko profesora i specjalizując się w prawie administracyjnym. Objął później stanowisko profesora na Uniwersytecie Karola III w Madrycie, gdzie został również dyrektorem programu prawniczych studiów doktoranckich. Autor prac naukowych poświęconych m.in. ochronie praw podstawowych, prawu do informacji i prawu telekomunikacyjnemu.
Od 1976 związany z Hiszpańską Socjalistyczną Partią Robotniczą (PSOE). Był członkiem komisji ekspertów, która na początku lat 80. opracowała ustawodawstwo dotyczące autonomii hiszpańskich regionów (tzw. LOAPA). W grudniu 1982 premier Felipe González powierzył mu urząd ministra administracji terytorialnej, który sprawował do lipca 1985. W latach 1985–1991 był przewodniczącym Rady Stanu, rządowego organu doradczego. Od marca 1991 do lipca 1993 pełnił funkcję ministra sprawiedliwości. Powrócił później do aktywności naukowej i dydaktycznej.
Odznaczony m.in. Krzyżem Wielkim Orderu Karola III oraz Krzyżem Wielkim Orderu Krzyża Świętego Rajmunda z Penafort.